# Rhinella acrolopha
Rhinella acrolopha är en groddjursart som först beskrevs av Linda Trueb 1971.  Rhinella acrolopha ingår i släktet Rhinella och familjen paddor. IUCN kategoriserar arten globalt som otillräckligt studerad. Inga underarter finns listade i Catalogue of Life.